# 川島得愛
川島 得愛（かわしま とくよし、1973年2月8日 - ）は、日本の男性声優。東京都出身。81プロデュース所属。

## 略歴
代々木アニメーション学院東京校出身、81ACTOR'S STUDIO（旧81プロデュース演技研究所）第6期卒業生。同じ高校の後輩、同じ専門学校の後輩にかぬか光明がいる。
2002年時点で森川智之によると『宇宙の騎士テッカマンブレード』のDボゥイを見て声優になろうと考えたと語っている。
1994年より中尾隆聖・関俊彦率いるドラマティック・カンパニーのメンバーの一員として参加していた。

## 人物
音域はA♭ - F♯。
アニメ、外画吹き替えなどで活躍しており、数多くの作品で主役を演じている。
趣味はテレビゲーム、麻雀。特技はバドミントン。

## 出演
太字はメインキャラクター。

### テレビアニメ
1996年
- 逮捕しちゃうぞ（1996年 - 1997年、高田康則、警官C）

1997年
- 爆走兄弟レッツ&ゴー!!WGP（フォックス3）
- BURN-UP EXCESS（ジョセフィーヌ、ローレンス・ヤマダ、安田 他）
- ポケットモンスター（1997年 - 1999年、不良トレーナーC、チャリンコ暴走族、調査隊員）

1998年
- ああっ女神さまっ 小っちゃいって事は便利だねっ（武装ネズミ、司会者 他）
- アリスSOS（焼きイモ人間、ケンタウロス）
- 彼氏彼女の事情（クラスメイト達、男子生徒A、男子生徒B、アナウンス）
- 虹の戦記イリス（盗賊、部下、チンピラ）

1999年
- A.D.POLICE（警官、病院スタッフ、TV音声 他）
- KAIKANフレーズ（ラディカルのメンバー、司会者、敦郎の担任 他）
- 鋼鉄天使くるみ（研究員）
- 仙界伝 封神演義（鄂崇禹、張桂芳 他）
- 装甲救助部隊レストル（アバエオ、シェルダイバー・クルー）
- 超速スピナー（黒スーツの男）

2000年
- 幻想魔伝 最遊記（紫鬼）
- サクラ大戦TV（一族の者）
- GTO（男子）
- ゾイド -ZOIDS-（ロート）
- とっとこハム太郎（ユウさん、裕二）

2001年
- 砂漠の海賊!キャプテンクッパ（ディーラー）
- ゾイド新世紀スラッシュゼロ（ウォーリアー、イガ、ラオンの助手）
- 電脳冒険記ウェブダイバー（ジャガオン、桜庭博士、アナウンサー）
- ノワール（ハインツ、ゲリラA）

2002年
- おジャ魔女どれみドッカ〜ン!（きみたかの父〈初代〉）
- それいけ!アンパンマン（2002年 - 2019年、ギョクロくん）
- だぁ!だぁ!だぁ!（月島）
- .hack//SIGN（PC）
- ロックマンエグゼ シリーズ（2002年 - 2006年、銀行員、光祐一朗〈2代目〉、ゼロワン）　- 4シリーズ

2003年
- ウルトラマニアック（モヒカン男）
- コロッケ!（クシカツ）
- 金色のガッシュベル!!（ガリオント）
- ダイバージェンス・イヴ（ヒコック少尉、みさきの叔父 他）
- らいむいろ戦奇譚（木綿の兄）

2004年
- 学園アリス（今井昴）
- KURAU Phantom Memory（マイク）
- 最遊記RELOAD GUNLOCK（道士）
- ゾイドフューザーズ（ジェイ）
- 爆裂天使（学生B）
- MADLAX（チャーリー）
- みさきクロニクル〜ダイバージェンス・イヴ〜（観測士、オペレーター、機械音声）
- モンキーターン（波多野憲二） - 2シリーズ

2005年
- 英國戀物語エマ（2005年 - 2007年、ウィリアム・ジョーンズ） - 2シリーズ
- ガラスの仮面（細川悟）
- ツバサ・クロニクル（2005年 - 2006年、藤隆） - 2シリーズ
- 戦国英雄伝説 新釈 眞田十勇士 The Animation（毛利安芸侍従秀元）
- NARUTO -ナルト-（ジバチ）
- ハチミツとクローバー（松本一平）
- 雪の女王（ヴィロムの息子）

2006年
- ああっ女神さまっ それぞれの翼（三和）
- サルゲッチュ 〜オンエアー〜 2nd（ウッキーブルー）
- D.Gray-man（マルク）
- 天保異聞 妖奇士（小笠原放三郎）
- 働きマン（古川）
- メジャー シリーズ（2006年 - 2008年、早乙女武士、コーチ、岩井） - 2シリーズ

2007年
- エル・カザド（ペドロ）
- 大江戸ロケット（赤井西之介）
- 怪物王女（シエル）
- きらりん☆レボリューション（2007年 - 2008年、宝富社長）
- すもももももも 地上最強のヨメ（白服）
- 鉄子の旅（石川昌彦）
- ぼくらの（多々良惣二）
- ポケットモンスター ダイヤモンド&パール（カズオ）
- 流星のロックマン（ウルフ）
- 湾岸ミッドナイト（相沢洸一）

2008年
- ARIA The ORIGINATION（アルベルト）
- アリソンとリリア（ウィーゼル〈囚人四十二番〉、教師）
- 狼と香辛料（係者、追手）
- 仮面のメイドガイ（乳クラブ・リーダー）
- 機動戦士ガンダム00 セカンドシーズン（クラウス・グラード、反乱軍クルー）
- 今日からマ王! 第3シリーズ（ギレンホール）
- 屍姫 シリーズ（2008年 - 2009年、送儀嵩征） - 2シリーズ
- 絶対可憐チルドレン（米月）
- デュエル・マスターズ クロス（2008年 - 2010年、リッチ） - 2シリーズ
- テレパシー少女 蘭（墨田）
- To LOVEる -とらぶる-（キミオ）
- 二十面相の娘（黒崎）
- 無限の住人（浅野虎厳）
- Mnemosyne-ムネモシュネの娘たち-（多島桂）
- モノクローム・ファクター（沼津満弘）
- ワールド・デストラクション 〜世界撲滅の六人〜（モルテの父）

2009年
- エレメントハンター（ピエール）
- 銀魂（ヒロくん / 地愚蔵）
- グイン・サーガ（ディラン）
- ケロロ軍曹（電話の男）
- 極上!!めちゃモテ委員長（雨宮社長）
- たまごっち!（2009年 - 2015年、ぱぱまめっち、たまPっち、でばっち、つきっち、電卓先、じだいげきっち、とのっち、みどてっちのパパ、おめん校長、サンタブルーっち、ピエロっち、ひめスペっちのパパ、GOTCHIMANナレーション） - 4シリーズ
- 鋼の錬金術師 FULLMETAL ALCHEMIST（リドル・レコルト）

2010年
- 刀語（飛騨鷹比等）
- GIANT KILLING（後藤恒生、亀井武士）
- 心霊探偵 八雲（石井雄太郎）
- バクマン。（秋人の父）
- ひめチェン!おとぎちっくアイドル リルぷりっ（雪森林檎朗）
- ポケットモンスター ベストウイッシュ（2010年 - 2011年、キダチ、タトル）
- メタルファイト ベイブレード 爆（ガスル）
- RAINBOW-二舎六房の七人-（則松康郎）

2011年
- イナズマイレブンGO（2011年 - 2012年、千宮路大悟）
- ウルヴァリン（カイ）
- SKET DANCE（吉村）
- ダンタリアンの書架（マーティン・ギース）
- ちはやふる（安田）
- へうげもの（細川忠興）

2012年
- しろくまカフェ（林厘太郎 / リンリン、キングペンギン男子）
- ソードアート・オンライン（カインズ）
- 謎の彼女X（椿父）
- NARUTO -ナルト- 疾風伝（ヌルイ）
- HUNTER×HUNTER（第2作）（カストロ）

2013年
- 宇宙兄弟（ロナルド・クーパー）
- ガンダムビルドファイターズ（イオリ・タケシ）
- 銀の匙 Silver Spoon（白石先生）
- 聖闘士星矢Ω（キタルファ）
- THE UNLIMITED 兵部京介（海軍士官）
- 団地ともお（8）（島田の息子）
- ポケットモンスター THE ORIGIN（ワタル）
- 名探偵コナン（2013年 - 2025年、小木和幸、深沢真吾、沢渡刑事）

2014年
- ソウルイーターノット!（刑事）

2015年
- 赤髪の白雪姫（ブレッカ子爵）
- ガンスリンガー ストラトス（徹の父）
- Go!プリンセスプリキュア（ホープキングダム王）
- コンクリート・レボルティオ〜超人幻想〜（2015年 - 2016年、芳村兵馬） - 2シリーズ
- フューチャーカード バディファイト100（デックアールヴの魔剣士 ヘイム）
- 放課後のプレアデス（いつきの父）

2016年
- アイカツスターズ!（七倉千秋）
- おそ松さん（2016年 - 2018年、石油王） - 2シリーズ
- ジョーカー・ゲーム（ヨハン・バウアー中尉）
- ジョジョの奇妙な冒険 ダイヤモンドは砕けない（トニオ・トラサルディー）
- 僕のヒーローアカデミア（2016年 - 2024年、塚内直正） - 7シリーズ
- ReLIFE（天ヶ瀬賢人）
- ルパン三世 PART IV（マリオ）

2017年
- リトルウィッチアカデミア（司会者）
- ガヴリールドロップアウト（サターニャ父）
- 笑ゥせぇるすまんNEW（磯部錦一）
- 100%パスカル先生（予言者パスカル、サメ、五十嵐さん）
- THE REFLECTION（男性司会者）
- シルバニアファミリー ミニストーリー（2017年 - 2020年、ショコラウサギのお父さん、フレイジャーさん） - 4シリーズ
- 血界戦線 & BEYOND（トビー・マクラクラン）

2018年
- 銀河英雄伝説 Die Neue These 邂逅（アレックス・キャゼルヌ）

2019年
- ポチっと発明 ピカちんキット（2019年 - 2020年、レオの父、スナイパーヘリコ）

2020年
- バビロン（ダン・キャリー）
- イエスタデイをうたって（晴の父）

2021年
- アイ★チュウ（セバスチャン）
- 憂国のモリアーティ（ザック・パターソン）
- クレヨンしんちゃん（王子）
- ドラゴンクエスト ダイの大冒険 (2020)（ブロック）
- 世界最高の暗殺者、異世界貴族に転生する（ヴェンカウル）

2022年
- キングダム（樊琉期）

2023年
- ふしぎ駄菓子屋 銭天堂（2023年 - 2024年、吉田健司）
- ポケットモンスター（2023年 - 2025年、アレックス）
- ミギとダリ（一条瑛二）
- B-PROJECT〜熱烈*ラブコール〜（時光真大）
- 魔法使いの嫁 SEASON2（当主）

2024年
- ONE PIECE（ピタゴラス）
- 最強タンクの迷宮攻略〜体力9999のレアスキル持ちタンク、勇者パーティーを追放される〜（代官）
- となりの妖怪さん（西谷千彰）
- 声優ラジオのウラオモテ（杉下）

2025年
- 不遇職【鑑定士】が実は最強だった（父親）
- ヴィジランテ-僕のヒーローアカデミア ILLEGALS-（塚内直正）
- ロックは淑女の嗜みでして（植草）
- アン・シャーリー（ロイヤル・ガードナー）

### 劇場アニメ
1999年
- 劇場版ポケットモンスター 幻のポケモン ルギア爆誕（カメックス）

2000年
- ああっ女神さまっ（三和）

2005年
- ロックマンエグゼ 光と闇の遺産（光祐一朗）

2007年
- えいがでとーじょー! たまごっち ドキドキ! うちゅーのまいごっち!?（ぱぱまめっち）

2008年
- 映画! たまごっち うちゅーいちハッピーな物語!?（ぱぱまめっち）

2010年
- おまえ うまそうだな（ライト）
- 劇場版 機動戦士ガンダム00 -A wakening of the Trailblazer-（クラウス・グラード）

2011年
- UN-GO episode:0 因果論（世良田蒔郎）
- 劇場版イナズマイレブンGO 究極の絆 グリフォン（千宮路大悟）

2012年
- 神秘の法（菩提）

2016年
- ルドルフとイッパイアッテナ（日野さん）

2018年
- 名探偵コナン ゼロの執行人（日下部誠）

2019年
- えいがのおそ松さん（石油王）

2020年
- 劇場版ポケットモンスター ココ（クロム・モリブデン博士）

2022年
- 地球外少年少女（ブライト） - 前後編に分けて劇場公開、Netflixでは全6話で配信

### OVA
1997年
- アイドルプロジェクト
- 超光速グランドール（男子A）

1998年
- 銀河英雄伝説外伝 千億の星、千億の光
- 真（チェンジ!!）ゲッターロボ 世界最後の日

1999年
- 快刀乱麻 THE ANIMATION（忍）
- それいけ! アンパンマン うたってあそぼう♪ようちえんはたのしいな（おべんとうまん）

2000年
- 真ゲッターロボ対ネオゲッターロボ（ネーサーオペレーター）

2006年
- 千年の約束（警察官） - 国税庁企画 ビデオアニメ

2007年
- ツバサ TOKYO REVELATIONS（遊人）

2013年
- にじいろ☆プリズムガール シリーズ（小日向樹）
  - 第1話 ステップ トゥ ドリーム!! ※『ちゃお』2013年9月号付録
  - 第4話 にじいろ☆プリズムガール!! ※『ちゃお』2014年1月号付録

2019年 
- 銀河英雄伝説 Die Neue These（2019年 - 2022年、アレックス・キャゼルヌ） - 2シリーズ

### Webアニメ
- ガンダムビルドファイターズ GMの逆襲（2017年、イオリ・タケシ）
- ポケモンジェネレーションズ（2017年、アクロマ）
- スター・ウォーズ：ビジョンズ
  - THE TWINS（2021年、B-20N[54]）

### ゲーム
2002年
- Ever17 -the out of infinity-

2003年
- 新世紀エヴァンゲリオン2（2003年 - 2006年、オペレーター男） - 2作品

2004年
- モンキーターンV（波多野憲二）

2007年
- 湾岸ミッドナイト（マサキ、相沢洸一）

2008年
- リクとヨハン 〜消えた2枚の絵〜（ヨハン・ノースセイル）
- 幻想水滸伝ティアクライス（ザフラー、ムールゲント、メルヴィス）

2009年
- 仮面のメイドガイ ボヨヨンバトルロワイアル（乳クラブ・リーダー）
- たまごっちのなりきりチャンネル（たまPっち）

2010年
- メタルファイト ベイブレード 頂上決戦!ビッグバン・ブレーダーズ（ガスル）

2011年
- 死神と少女（遠野十夜）
- イナズマイレブンGO シャイン/ダーク（千宮路大悟）

2013年
- たまごっち!せーしゅんのドリームスクール（おめん校長）

2014年
- Enkeltbillet（エミル・ハーマン）

2016年
- スターオーシャン5 Integrity and Faithlessness（ダックス）
- ミラーズエッジ カタリスト

2017年
- ラジアントヒストリア パーフェクトクロノロジー（ラウル）
- クイズRPG 魔法使いと黒猫のウィズ（ベリカント・スキゾール）

2018年
- グランブルーファンタジー（2018年 - 2022年、ブリア＝サヴァラン）
- ゴッド・オブ・ウォー（シンドリ）

2019年
- HUNTER×HUNTER グリードアドベンチャー（カストロ）
- キングダム ハーツIII（ベイマックス）

2020年
- ブリガンダイン ルーナジア戦記（ルビーノ三世王）
- eBASEBALLパワフルプロ野球2020（ジュリアス・テノーロ、フォイボス）

2021年
- 時計仕掛けのアポカリプス（アンバー・クロイツ）
- ファンタシースターオンライン2 ニュージェネシス（ブルーダー）

2022年
- ジョジョの奇妙な冒険 オールスターバトルR（トニオ・トラサルディー）
- タクティクスオウガ リボーン（ヘクター・ディダーロ）
- ゴッド・オブ・ウォー ラグナロク（シンドリ）

2024年
- 金色のガッシュベル!! 永遠の絆の仲間たち（ガリオント）
- 銀河英雄伝説 Die Neue Saga（アレックス・キャゼルヌ）
- プロジェクトセカイ カラフルステージ! feat. 初音ミク（類の父）

### ドラマCD
- Crashers Knight&Ran（町の人々D）
- NHKアニメーション「心霊探偵 八雲」ドラマCD「死者からの伝言」（石井雄太郎）
- 最遊記異聞 第壱巻（青藍）
- スターオーシャン5 -Integrity and Faithlessness-（ダックス）
- 長屋王残照記（藤原房前）
- 秘密 ―トップ・シークレット― ドラマCD版（青木一行）
- ポーの一族 第5巻（ヘンリー）
- まもりたい（タクル・サーメリ）

### BLCD
- キレパパ。3（鷹司千歳）
- 恋の話がしたい（邑崎）
- 眠れる森の王子様（ジーク・フリード）
- バカな犬ほど可愛くて（苅谷志郎）
- ブレックファースト・クラブ シリーズ（松本正種）
- 僕の銀狐（西条秀麿）
- 昔、男ありけり…。（安部貞朝）

### デジタルコミック
- VOMIC 白雪姫と7人の囚人（天城屋）
- 仲が悪いのもお仕事です（2022年、鷹野陽彦[65]）
- 売られた辺境伯令嬢は隣国の王太子に溺愛される（2023年、パスティー ファラー[66]）

### オーディオドラマ
- 海賊とよばれた男〈2014年、東雲忠司）[67]

### 吹き替え

#### 担当俳優
アレクサンダー・スカルスガルド
- ミニー・ゲッツの秘密（モンロー）
- マーダーボット（マーダーボット）
- モーガン夫人の秘密（ステファン・ルバート）

エディソン・チャン
- インファナル・アフェア（若き日のラウ）※テレビ東京版
- インファナル・アフェア 無間序曲（ラウ・キンミン）※テレビ東京版
- ジェネックス・コップ2（エディソン）

オーウェン・ウィルソン
- 幸せの始まりは（マティ・レイノルズ）
- ビッグ・バウンス（ジャック・ライアン）
- マイ・ファニー・レディ（アーノルド・アルバートソン）

ジェームズ・ヴァン・ダー・ビーク
- ジェイ&サイレント・ボブ 帝国への逆襲（本人役）
- テキサス・レンジャーズ（リンカーン・ロジャース・ダニソン）
- ドーソンズ・クリーク（ドーソン・リアリー）
- バーシティ・ブルース（ジョナサン・モックス）
- ミディアム 霊能者アリソン・デュボア シーズン5 #9（ディラン・ホイト）
- ルールズ・オブ・アトラクション（ショーン・ベイトマン）

シャールト・コプリー
- 最高の家族の見つけかた（ロン・ホーラー）
- 第9地区（ヴィカス・ファン・デ・メルヴェ）
- チャッピー（チャッピー）

ジャスティン・バーサ
- 恋するレシピ 〜理想のオトコの作り方〜（エース）
- スイートガール（サイモン・キーリー）
- ナショナル・トレジャー 一族の謎（ライリー・プール）

マット・スミス
- インフェクテッドZ（モーガン）
- ザ・クラウン（エディンバラ公フィリップ殿下）
- ドクター・フー ニュー・ジェネレーション（11代目ドクター）

ルパート・ペンリー＝ジョーンズ
- 陰謀の報酬（リチャード・ハネー）
- サハラに舞う羽根（トム・ウィロビー）※テレビ東京版
- プリンスは大学生（プリンス）

#### 映画
- 愛と哀しみの果て ※ソフト版
- アヴァロンの霧（モルドレッド〈ハンス・マシソン〉）
- 悪魔のくちづけ（秘書〈チャーリー・ブアマン〉）
- アトラス（スミス〈グレゴリー・ジェームス・コーハン〉）
- 穴（マーティン〈ダニエル・ブロックルバンク〉）
- ANOTHER（デヴィッド）
- アナトミー（フィル）
- アバター
- アメリカン・パイ in ハレンチ・マラソン大会（エリック・スティフラー〈ジョン・ホワイト〉）
- アメリカン・パイ in ハレンチ課外授業（エリック・スティフラー〈ジョン・ホワイト〉）
- アメリカン・パイ in バンド合宿（マット・ステイフラー〈タッド・ヒルゲンブリンク〉）
- アルマゲドン2011（カイル・ケンバー〈エリック・ジョンソン〉）
- イーナちゃんとテディベア（ヤコブ）
- イップ・マン 序章（リー・チウ〈ラム・カートン〉）
- 愛しのアクアマリン（レイモンド〈ジェイク・マクドーマン〉）
- 頭文字D THE MOVIE（中里毅〈ショーン・ユー〉）
- イングリッシュ・ペイシェント（ラズロ・アルマシー〈レイフ・ファインズ〉）※Netflix版
- インソムニア（ランディ・ステッツ〈ジョナサン・ジャクソン〉）※ソフト版
- イントゥ・ザ・ブルー2（カールトン〈デイヴィッド・アンダース〉）
- ヴァージン・スーサイズ（トリップ・フォンテーン〈ジョシュ・ハートネット〉）
- ヴァンパイア・ハンター（ショーン〈カー・スミス〉）
- ウォンテッド（バリー〈クリス・プラット〉）※劇場公開版
- H ［エイチ］（カン・テヒョン〈チ・ジニ〉）
- EVA〈エヴァ〉（アレックス・ガレル〈ダニエル・ブリュール〉）
- エターナル・サンシャイン（スタン・フィンク〈マーク・ラファロ〉）
- X-MENシリーズ
  - X-MEN2（ジョン・アラダイス / パイロ〈アーロン・スタンフォード〉[68]）※テレビ朝日版
  - X-MEN:ファイナル ディシジョン（ジョン・アラダイス / パイロ〈アーロン・スタンフォード〉）※テレビ朝日版
  - LOGAN/ローガン（キャリバン〈スティーヴン・マーチャント〉）
- エバーラスティング 時をさまようタック（ジェシー・タック〈ジョナサン・ジャクソン〉）
- エンドレス・アフェア（ジュン〈ダニエル・チャン〉）
- エンドレス・ラブ〜17歳の止められない純愛（デビッド・エリオット〈アレックス・ペティファー〉）
- オール・アバウト・マイ・マザー（エステバン〈エロイ・アソリン〉）
- お願い!プレイメイト（ユージーン〈ザック・クレッガー〉）
- オペレーション・フィナーレ（ラフィ〈ニック・クロール〉）
- かげろう（イヴァン〈ギャスパー・ウリエル〉）
- 君への誓い（レオ・コリンズ〈チャニング・テイタム〉）
- キューティ・ブロンド（ワーナー・ハンティントン〈マシュー・デイビス〉）※ソフト版
- キラー・バグズ（ウォーレン〈ザック・ギャリガン〉）
- 9月になれば（トニー〈ボビー・ダーリン〉）※ソフト版
- グラン・トリノ（ヤノヴィッチ神父〈クリストファー・カーリー〉）
- グリーン・ランタン（ヘクター・ハモンド博士〈ピーター・サースガード〉）
- クローサー（ティンヤン〈ソン・スンホン〉）※ソフト版
- クロウ 復讐の翼（アレックス・コービス / クロウ〈エリック・メビウス〉）
- ゲーテの恋 〜君に捧ぐ「若きウェルテルの悩み」〜（ヨハン・ゲーテ〈アレクサンダー・フェーリング〉）
- K-19（ヴァディム・ラドチェンコ〈ピーター・サースガード〉）※ソフト版
- 夏至
- 結婚式の後で（ソンホ〈ペ・スビン〉）
- コーラス
- 恋は負けない（クリス〈トーマス・サドスキー〉）
- 広州殺人事件（フォン・トンゲン〈ローレンス・ウン〉）
- 高慢と偏見とゾンビ（ジョージ・ウィカム〈ジャック・ヒューストン〉）
- ここよりどこかで（ベニー〈ショーン・ハトシー〉）
- コンシェンス/裏切りの炎（ケイ〈リッチー・レン〉）
- 最終絶叫計画（ボビー〈ジョン・エイブラハムズ〉）
- ザ・ビーチ（エティエンヌ〈ギヨーム・カネ〉）※日本テレビ版
- サラリーマン・バトル・ロワイアル（マイク〈ジョン・ギャラガー・Jr〉）
- サロゲート（キャンター）
- シー・オブ・ラブ ※テレビ東京版
- ジェットストリーム（スティーヴ〈デヴィッド・チョカチ〉）
- シカゴ7裁判（リチャード・シュルツ〈ジョセフ・ゴードン＝レヴィット〉）
- ジャージー・ボーイズ（フランキー・ヴァリ〈ジョン・ロイド・ヤング〉）
- ジャスト・マリッジ（ピーター・プレンティス〈クリスチャン・ケイン〉）
- ジュリー&ジュリア（エリック・パウエル〈クリス・メッシーナ〉）
- SHRIEK 最低絶叫計画!?（ドーソン〈ハーレイ・クロス〉）
- 情愛と友情（チャールズ・ライダー〈マシュー・グッド〉）
- 少林寺達磨大師（神光〈ルイス・ファン〉）
- 白い沈黙（ジェフリー・コーンウォール〈スコット・スピードマン〉）
- スーパーバッド 童貞ウォーズ（スレイター〈ビル・ヘイダー〉）
- スーパーマン リターンズ（ジミー・オルセン〈サム・ハンティントン〉）
- スガラムルディの魔女（ホセ〈ウーゴ・シルバ〉）
- スキップ・トレース（ウィリー〈ヨン・ジョンフン〉[69]）
- スティーブ・ジョブズ（スティーブ・ジョブズ〈マイケル・ファスベンダー〉）
- ステルス（エディ〈ウェントワース・ミラー〉）
- ストップ・ロス/戦火の逃亡者（スティーブ・シュライヴァー〈チャニング・テイタム〉）
- SPUN スパン（ロス〈ジェイソン・シュワルツマン〉）
- スペース・バディーズ 小さな5匹の大冒険
- スモール・ソルジャーズ（ブラッド）※日本テレビ版
- スランバーランド（フィリップ〈クリス・オダウド〉）
- 世界で一番パパが好き!（アーサー・ブリックマン〈ジェイソン・ビッグス〉）
- ゾディアック（ロバート・グレイスミス〈ジェイク・ジレンホール〉）
- そんな彼なら別れさせます!（マイク〈ライアン・ケネディ〉）
- ダークネス（カルロス〈フェレ・マルティネス〉）
- ダークブレイド（ソル〈ドミニク・モナハン〉）
- ターミナル（エンリケ・クルズ〈ディエゴ・ルナ〉）※ソフト版
- タイタンの戦い（エウセビオス〈ニコラス・ホルト〉）※劇場公開版
- 007/慰めの報酬（エルヴィス〈アナトール・トーブマン〉）※BSジャパン版
- ダロウェイ夫人（セプティマス・ウォーレン・スミス〈ルパート・グレイヴス〉）
- チーター・ガールズ2
- チアーズ3（ブラッド・ワーナー〈ジェイク・マクドーマン〉）
- 沈黙の聖戦 ※テレビ東京版
- ツイ・ハークの霊戦英雄伝（電〈ダニー・チャン〉）
- 冷たい雨に撃て、約束の銃弾を（チュウ〈ラム・カートン〉）
- ディアトロフ・インシデント（ジェンセン〈マット・ストーキー〉）
- デイライト（ヴィンセント〈セイジ・スタローン〉）※テレビ朝日版
- デス・ゲーム2025（アキラ・オトモ〈ヒロ・カナガワ〉）
- テルマ&ルイーズ（J.D.〈ブラッド・ピット〉）
- トゥームレイダー（ピムズ〈ジュリアン・リンド＝タット〉）※フジテレビ版
- トゥモロー・ワールド（パトリック〈チャーリー・ハナム〉 [70]）
- 遠すぎた橋（ジュリアン・クック少佐〈ロバート・レッドフォード〉）※ソフト版
- ドリヴン（ジミー・ブライ〈キップ・パルデュー〉）※ソフト版
- ナイト・ビフォア 俺たちのメリーハングオーバー（イーサン・ミラー〈ジョセフ・ゴードン＝レヴィット〉）
- ナイル殺人事件（ドクター・ウィンドルシャム〈ラッセル・ブランド〉[71]）
- ニードフル・シングス（ノース・リッジウィック副保安官〈レイ・マッキノン〉）
- ニコルに夢中（チェス・ハモンド〈エイドリアン・グレニアー〉）
- パーフェクト・ヒート（ハシム中尉〈アリオ・バーユ〉）
- ハイテクサンタがやってきた
- ハウス・オブ・ザ・デッド（ルディ〈ジョナサン・チェリー〉）
- HAKUGEKI 迫撃（トネ〈ジェレミー・レニエ〉）
- パトリオット（ガブリエル・マーティン〈ヒース・レジャー〉）※ソフト版
- パニック・エレベーター（トミー〈アーミー・ハマー〉）
- ハプニング（オースター二等兵〈ジェレミー・ストロング〉）
- ハリー・ポッターシリーズ（オリバー・ウッド〈ショーン・ビガースタッフ〉）
  - ハリー・ポッターと賢者の石
  - ハリー・ポッターと秘密の部屋
  - ハリー・ポッターと死の秘宝 PART2
- バリスティック（ハリー）※テレビ朝日版
- ハロウィンH20（ジョン・テイト〈ジョシュ・ハートネット〉）
- バンディッツ（ウェスト〈ヴェルナー・シュライヤー〉）
- B型の彼氏（ヨンビン〈イ・ドンゴン〉）
- 秘密（キム・ジュノ〈リュ・シウォン〉）※テレビ版
- 氷雨（ウソン〈ソン・スンホン〉）
- ビリー・ブランクス in ビクトリィィーッ!キング・オブ・ドラゴン（マイケル・リード）
- 品行ゼロ（ジュンピル〈リュ・スンボム〉）
- プール（ベン〈ジェシー・ブラッドフォード〉）
- ファイト・クラブ（エンジェル・フェイス〈ジャレッド・レト〉）※ソフト版
- ブライダル・ウォーズ（ネイサン〈ブライアン・グリーンバーグ〉）
- フライボーイズ（ウィリアム・ジェンセン〈フィリップ・ウィンチェスター〉）
- ブラックパンサー/ワカンダ・フォーエバー（グリオ[72]）
- ブラッドチェイス（コナー・スピアーズ〈キャスパー・ヴァン・ディーン〉）
- プラトーン（ガーター・ラーナー〈ジョニー・デップ〉）※テレビ東京版
- フリントストーン2/ビバ・ロック・ベガス
- FLU 運命の36時間（ジグ〈チャン・ヒョク〉[73]）
- ペイバック ※テレビ朝日版
- ペネロピ（エドワード・ヴァンダーマンJr.〈サイモン・ウッズ〉）
- ベル ある伯爵令嬢の恋（オリヴァー・アシュフォード〈ジェームズ・ノートン〉）
- ボーフォート レバノンからの撤退（リラズ）
- ポーラX（ピエール・ヴァロンブルース〈ギョーム・ドパルデュー〉）
- ボーン・アイデンティティー（ダニー・ゾーン〈ガブリエル・マン〉）※フジテレビ版
- 僕が星になるまえに（デイヴィー〈トム・バーク〉）
- 僕の彼女を紹介します（コ・ミョンウ〈チャン・ヒョク〉）
- ホット・ロッド/めざせ!不死身のスタントマン（デーブ〈ビル・ヘイダー〉）
- ホワイトファング2/伝説の白い牙（ヘンリー・ケーシー〈スコット・ベアストウ〉）※NHK版
- マーキュリー・ミッション（トッド・ベイカー〈ライアン・メリマン〉）
- マーズ・アタック!（リッチー・ノリス〈ルーカス・ハース〉）※テレビ東京版
- マイ・インターン（マット〈アンダーズ・ホーム〉）
- マトリックス（宅配の男）※ソフト版
- マリグナント 狂暴な悪夢（ケコア〈ジョージ・ヤング〉[74]）
- ミッドナイト・アフター（シュン〈チョイ・ティンヤウ〉）
- ミュージック・オブ・ハート（ニック〈チャーリー・ホフハイマー〉）
- みんな私に恋をする（ゲイル〈ダックス・シェパード〉）
- 息子の部屋（アンドレア）
- 名犬リンチンリン（リー・ダンカン〈タイラー・イェンセン〉）
- MEG ザ・モンスター（ジェームズ・“マック”・マックライズ〈クリフ・カーティス〉[75]）
- MEG ザ・モンスターズ2（ジェームズ・“マック”・マックライズ〈クリフ・カーティス〉[76]）
- モテる男のコロし方（ジョン・タッカー〈ジェシー・メトカーフ〉）
- やがて哀しき復讐者（イウ〈リッチー・レン〉）
- やさしい嘘（アレクシ）
- ヤング・ブラッド（ダルタニアン〈ジャスティン・チェンバース〉）
- ユーロトリップ（クーパー・ハリス〈ジェイコブ・ピッツ〉）
- 容疑者（ジョーイ・ラマーカ〈ジェームズ・フランコ〉）
- 40男のバージンロード（ピーター〈ポール・ラッド〉）
- ラストデイズ（ルーク〈ルーカス・ハース〉）
- ラブ&クライム（ジャック〈ヒュー・ダンシー〉）
- ランナウェイ/逃亡者（ベン・シェパード〈シャイア・ラブーフ〉）
- ラン・ローラ・ラン（マニ〈モーリッツ・ブライプトロイ〉）
- リーサルドーズ（マット〈トム・ハーディ〉）
- ルール6（ジェシー〈チャド・ファウスト〉）
- レイク・オブ・ザ・デッド（スタン・ジェームズ〈ティモシー・プリンドル〉）
- RED/レッド（ウィリアム・クーパー〈カール・アーバン〉[77]）
- ロード・トリップ（ルービン〈パウロ・コスタンゾ〉）
- ロスト・ストーリー（Y〈ポール・ベタニー〉）
- ロック・スター（クリス・“イジー”・コール〈マーク・ウォールバーグ〉）
- ロミオ・マスト・ダイ（コリン・オデイ〈D・B・ウッドサイド〉）※テレビ朝日版
- ロンゲスト・ライド（若い頃のアイラ〈ジャック・ヒューストン〉）
- ワイルド・スピードシリーズ（ハン〈サン・カン〉）
  - ワイルド・スピードX3 TOKYO DRIFT ※ザ・シネマ版
  - ワイルド・スピード EURO MISSION[78]
  - ワイルド・スピード/ジェットブレイク[79]
  - ワイルド・スピード/ファイヤーブースト[80]
- わたしに会うまでの1600キロ（グレッグ〈ケヴィン・ランキン〉）
- ワタシにキメテ（トマス〈エドゥアルド・ヴェラステーギ〉）
- 私は世界一幸運よ（ラーソン先生〈スクート・マクネイリー〉）

#### ドラマ
- iCarly（レズリー）
- アガサ・クリスティー ミス・マープル カリブ海の秘密（ティム・ケンドル〈ロバート・ウェッブ〉）
- アストリッドとラファエル 文書係の事件録（ポール・トマ〈ユゴ・オリオ〉）
- アナザー・ライフ〜天国からの3日間〜（若いチャーリー〈マーウィン・モンザー〉）#6
- ER緊急救命室
  - シーズン6 #126（ジュリー）
  - シーズン8 #161（ミッキー〈ウィルマー・カルデロン〉）
  - シーズン9 #199, 200（カーティス〈コリー・ハードリクト〉）
  - シーズン11 #239（ブレット〈ミーシャ・コリンズ〉）
  - シーズン14 - 15（ポール・グレイディ〈ギル・マッキニー〉）
- イ・サン（イ・サン〈→正祖〉〈イ・ソジン〉）
- ウォーキング・デッド（ギャレス）
- 美しき日々（キ・チャン〈ト・ギソク〉）
- エバーウッド 遥かなるコロラド（コリン・ハート〈マイク・アーウィン〉）
- LAX（ニック〈デヴィッド・パートコー〉）
- ALMOST HUMAN/オールモスト・ヒューマン（ドリアン〈マイケル・イーリー〉[81]）
- 黄金の私の人生（チェ・ドギョン〈パク・シフ〉[82]）
- オデッセイファイブ（ニール〈クリストファー・ゴーラム〉）
- 華麗なるペテン師たち4（ジョニー・マランザーノ）
- キャッスル 〜ミステリー作家は事件がお好き シーズン3
- ギルモア・ガールズ
- グッド・ドクター 名医の条件（ニール・メレンデス〈ニコラス・ゴンザレス〉[83]）
- グレイズ・アナトミー5 #23（ローウェル中尉）
- 刑事フォイル（ポール・ミルナー〈アンソニー・ハウエル〉[84]）
- 階伯〔ケベク〕（ケベク〈イ・ソジン〉）
- ゴーメンガースト（スティアパイク〈ジョナサン・リース＝マイヤーズ〉）
- コバート・アフェア シーズン2（スコット・ワイス）
- 昏睡病棟-COMA-（マーク・ベロウズ〈スティーヴン・パスクァール〉）
- ザ・コミー・ルール 元FBI長官の告白（ロッド・ローゼンスタイン〈スクート・マクネイリー〉[85]）
- ザ・パシフィック（アンドリュー・ホールデイン大尉〈スコット・ギブソン〉）
- ザ・ファイブ -残されたDNA-（スレイド〈リー・イングルビー〉）
- ザ・ホスピタル（ミン・ビン〈タン・クーホア〉）
- 三銃士（チェ・ミョンギル〈チョン・ノミン〉[86]）
- CSI:10 科学捜査班（チャーリー）
- ジェームズ・ボンドを夢見た男（イアン・フレミング〈ドミニク・クーパー〉[87]）
- ジェイミー・オリヴァーのイタリアに魅せられて（ジェイミー・オリヴァー）
- ジェイミーのラブリーダイニング（ジェイミー・オリヴァー）
- シェルビーの事件ファイル（ヴィンス・ロザニア〈ノア・クラール〉）
- シカゴ・メッド（コナー・ローズ〈コリン・ドネル〉[88]）
- 射鵰英雄伝（郭靖〈リー・ヤーポン〉）
- 笑傲江湖（令狐冲〈リー・ヤーポン〉）
- 情熱のシーラ（マーカス・ローガン〈ピーター・ビベス〉）
- 私立探偵マグナム（アイヴァン〈ピーター・ファシネリ〉）
- 紳士の品格（チェ・ユン〈キム・ミンジョン〉）
- Sweet Home -俺と世界の絶望-（チョン・ジェホン〈キム・ナムヒ〉）
- Sneaky Pete スニーキー・ピート（マリウス・ジョシポヴィック / ピート・マーフィー〈ジョヴァンニ・リビシ〉）
- スポットライト
- 孫子兵法（孫武〈チュウ・ヤーウェン〉）
- ダークエイジ・ロマン 大聖堂（リチャード〈サム・クラフリン〉）
- Dirt（レオ・スピラー〈ウィル・マコーマック〉）
- TITANS/タイタンズ シーズン3 (ジョナサン・クレイン/スケアクロウ)
- 太陽を抱く月（ホン・ギュテ）
- TOUCH/タッチ（ウィル・デイヴィス）
- チャームド 〜魔女3姉妹〜 シーズン6（ヴィンセント）
- デスパレートな妻たち（サム〈サム・ペイジ〉）
- デッド・ゾーン
  - シーズン1（トラン医師 他）
  - シーズン3（青年のJJ）
  - シーズン6（ジェイク）
- トゥルー・コーリング #2（ニック）
- ナイトメア〜血塗られた秘密〜（フランケンシュタイン博士〈ハリー・トレッダウェイ〉）
- ナルコス（ガビリア）
- NIKITA / ニキータ（ライアン）
- ニュースルーム シーズン1（ジャック・ハビブ〈デヴィッド・クラムホルツ〉）
- ニューハート（キム・テジュン〈チャン・ヒョンソン〉）
- ネイルサロン・パリス 〜恋はゆび先から〜（キム・ジホン〈チョン・ジフ〉）
- 脳外科医モンロー シーズン1 #1（リー）
- バーン・ノーティス 元スパイの逆襲（リッキー、コーディ・ウォード）
- 馬医（カン・ドジュン〈チョン・ノミン〉）
- ハイスクール・ウルフ（トラヴィス・エッカート）
- バトル・クリーク 格差警察署（ミルト・チェンバレン〈ジョシュ・デュアメル〉）
- ハリーズ・ロー 裏通り法律事務所（アダム・ブランチ〈ネイト・コードリー〉）
- バンド・オブ・ブラザース（ウォレン・マック）
- ファン・ジニ（ムミョン〈イ・シファン〉）
- ブラザーズ&シスターズ シーズン3（カイル）
- THE FLASH/フラッシュ（ジェイ・ギャリック / ハンター・ゾロモン / ズーム〈テディ・シアーズ〉）
- プラハの恋人（チ・ヨンウ〈キム・ミンジュン〉）
- ホワイトカラー（ジョシュ・ローランド〈クリストファー・マスターソン〉）
- ヘレーネ&トーマス～バディ潜入捜査～（トーマス〈カーステン・ビィヤーンルン〉[89]）
- マインドフルに殺して(ヨシュカ・ブライトナー)
- マンハッタンに恋をして 〜キャリーの日記〜（トム・ブラッドショー）
- 名探偵モンク7（ラッセル・ディマルコ）
- Uボート156 海狼たちの決断（モーティマー三等航海士〈アンドリュー・バカン〉）
- リゾーリ&アイルズ ヒロインたちの捜査線（サムナー・フェアフィールド）
- 流星花園（織部順平〈リン・ツーエン〉）
- 私の名前はキム・サムスン（ミン・ヒョヌ〈イ・ギュハン〉）
- 私はラブ・リーガル シーズン1 #13、2 #1（イーサン〈デヴォン・ガマーソール〉）

#### アニメ
- アイス・エイジ
- アトランティス 失われた帝国
- 犬ヶ島（レックス[90]）
- インサイド・ヘッド（空想の恋人）
- ウォーターシップ・ダウンのうさぎたち（ヘイズル）
- きかんしゃトーマス（ラスティー、スタフォード、作業員2）※テレビ東京版、NHK版
  - きかんしゃトーマス ブルーマウンテンの謎（ラスティー）
- シザー・セブン（ダーフェイ）
- 少女チャングムの夢 #22（味噌玉青年〈チャンドゥ〉）
- スター・ウォーズ: ビジョンズ（B-2ON）
- ドンキーコング（クリッター）
- BIONICLE2 メトロ・ヌイの伝説（ヌジュ）
- バットマン・ザ・フューチャー（テリー・マクギニス / バットマン）
- ベイマックス（ベイマックス[91]）
- ベイマックス ザ・シリーズ（ベイマックス）
- ペッパピッグ（ナレーション）
- ミッシング・リンク 英国紳士と秘密の相棒（Mr.リンク / スーザン[92]）
- ミュータント タートルズ（ケイシー・ジョーンズ）
  - TMNT（ケイシー・ジョーンズ）

### 特撮
- ケータイ捜査官7（フォンブレイバー3の声）

### テレビ番組
- おかあさんといっしょ『ガラピコぷ〜』（ガラピコ[93]）

### ボイスオーバー
- 世界ふれあい街歩き（ナレーション）
- 地球ドラマチック
  - ストラディヴァリウス 〜究極の音色を求めて
  - クレオパトラの墓を見つけ出せ!
- BS世界のドキュメンタリー「このペット 凶暴につき…｣（ルイ・セロー）
- 日立 世界・ふしぎ発見!
- モーガン・フリーマン 時空を超えて

### 朗読劇
- タチヨミ-最終巻-[94]

### その他コンテンツ
- 千年の約束（警察官）
- 東京ディズニーランド アトラクション『ベイマックスのハッピーライド』（ベイマックス）
- 東京ディズニーランド パレード『ディズニー・ハーモニー・イン・カラー』（ベイマックス）
- HAM 〜チンパンジー宇宙飛行士の物語〜（ナレーション）

### シリーズ一覧
1. ↑  第1シリーズ（2002年）、第3シリーズ『Stream』（2004年 - 2005年）、第4シリーズ『BEAST』（2005年 - 2006年）、第5シリーズ『BEAST+』（2006年）
2. ↑  『モンキーターン』（2004年）、『モンキーターンV』（2004年）
3. ↑  第1期（2005年）、第2期『第二幕』（2007年）
4. ↑  第1期（2005年）、第2期（2006年）
5. ↑  第2シリーズ（2006年）、第4シリーズ（2008年）
6. ↑  第1期『屍姫 赫』（2008年）、第2期『屍姫 玄』（2009年）
7. ↑  『デュエル・マスターズ クロス』（2008年）、『デュエル・マスターズ クロスショック』（2010年）
8. ↑  第1期（2009年 - 2012年）、第2期『ゆめキラドリーム』（2012年 - 2013年）、第3期『みらくるフレンズ』（2013年 - 2014年）、第4期『GO-GO たまごっち!』（2014年 - 2015年）
9. ↑  第1期（2015年）、第2期『THE LAST SONG』（2016年）
10. ↑  第1期（2016年）、第2期（2018年）
11. ↑  第1期（2016年）、第2期（2017年）、第3期（2018年）、第4期（2020年）、第5期（2021年）、第6期（2022年 - 2023年）、第7期（2024年）
12. ↑  Season1（2017年）、Season2『アイビー』（2018年）、Season3『クローバー』（2019年）、Season4『ピオニー』（2020年）
13. ↑  第1作品（2003年）、『造られしセカイ -another cases-』（2006年）